# Diaspora iranienne

Iran
+ 1,000,000
+ 100,000
+ 10,000
+ 1,000

Le nom de diaspora iranienne désigne l'ensemble des Iraniens ayant émigré à l'étranger ainsi que leurs descendants qui s'identifient encore avec leur origine iranienne. 
Cette désignation n'inclut pas les citoyens des autres pays du monde iranien qui appartiennent à la même famille ethnolinguistique que l'Iran et qui parlent aussi des langues iraniennes, ni les Parsis de l'Inde, descendants de zoroastriens ayant fui l'invasion islamique au VIIe siècle. Cette désignation s’adresse avant tout aux citoyens de l’État moderne de l’Iran qui ont quitté leur pays de la fin de la Seconde Guerre mondiale à nos jours. 
En 2009, la diaspora iranienne peut se diviser en deux groupes : ceux qui ont quitté l'Iran avant la révolution de 1979, entre 1950 et 1979, et ceux, beaucoup plus nombreux, qui ont quitté l'Iran après la révolution de 1979. Ces derniers peuvent être divises en deux groupes : un premier regroupant ceux ayant quitté l'Iran de 1979 à 1995, et un second ceux l'ayant quitté depuis 1995.   
La diaspora iranienne serait de l'ordre de 2 à 3 millions de personnes en 2007-2008.

## Histoire
L’émigration iranienne depuis 1950 peut être divisée en trois vagues importantes qui correspondent approximativement au statut socio-économique et aux motivations pour le départ, incluant départs forcés et volontaires. En dépit d'un certain degré de chevauchement, les trois phases fournissent un cadre pour conceptualiser la Diaspora iranienne dans son ensemble. 

### Première phase: 1950-1979
La première phase significative de l'émigration iranienne moderne, commençant en 1950 et durant jusqu'à la révolution iranienne de 1979, fut déclenchée par la lente reprise économique de l'Iran au lendemain de la Seconde Guerre mondiale. Le revenu des exportations de pétrole  permit un changement relativement soudain de la société iranienne, qui passa du traditionalisme à la modernisation, motivant les familles de la classe moyenne et de la bourgeoisie à envoyer leurs enfants à l'étranger afin d’y recevoir une éducation plus élevée et afin d'assurer une sécurité socio-économique et l'accès au pouvoir politique au retour. Durant l’année universitaire 1977-1978, environ 100 000 Iraniens étudiaient à l'étranger, incluant 36 220 qui étaient inscrits dans des instituts d’éducation supérieure aux États-Unis; le reste étant principalement au Royaume-Uni, en RFA, en France, en Autriche, et en Italie. Pour l’année universitaire 1978-1979, le nombre d'étudiants iraniens  inscrits aux États-Unis monta à 45 340, atteignant une pointe de 51 310 en 1979-1980. Selon l'institut de l'éducation internationale, les étudiants iraniens représentaient le plus gros contingent d’étudiants étrangers aux États-Unis. Après la Révolution, non seulement un grand nombre de ces étudiants choisirent de rester dans l'Ouest, mais leurs parents les joignirent également. Étaient également inclus dans cette première phase des familles étroitement liées à la monarchie comme certains membres du gouvernement, des membres de l’armée ou des banquiers. Ces sympathisants royalistes se sont sauvés pendant la Révolution, emportant souvent avec eux les capitaux liquidés encore à disposition. 
En outre, un boom économique dans les émirats du golfe Persique dans les années 1950 et 1960 encouragea de nombreux Iraniens à l’immigration dans ces pays, et ce jusqu’aux années 1970, quand l’économie iranienne connut une croissance importante. Il y avait au Koweït 19 129 Iraniens en 1957, 30 170 en 1965 et au recensement du Koweït en 1970, il y avait 39 129 immigrés iraniens, constituant près de 5 % des 800 000 habitants de l’émirat. 
Avec l’afflux de nombreux immigrants venus d’autres pays au Koweït, entre 40 000 et 50 000 Iraniens optèrent pour la naturalisation koweïtienne qu’ils pensaient nécessaire pour conserver leurs gains économiques. 
À Bahreïn, la part des Iraniens dans la population totale tomba de 8,4 % en 1941 à 2,3 % en 1971, et ce en raison des différends politiques entre l’Iran et l’île devenue souveraine. 
La population de Dubaï était de 100 000 habitants en 1973, dont 80 % étaient des immigrants. Parmi eux, 50 % étaient des Iraniens récemment arrivés. 
Avec le boom économique iranien des années 1970, l’émigration vers les émirats du golfe Persique diminua. Cependant, Dubaï resta un centre important de l’immigration iranienne après la Révolution. 
De plus, parmi ceux qui quittèrent l’Iran durant cette phase se trouvaient des membres des minorités religieuses, tels que les baha'is, les juifs, les Arméniens et les Assyriens. Prévoyant des persécutions, un nombre disproportionné de ces populations quitta le pays dès que des fissures commencèrent à apparaître dans le régime des Pahlavi. La plupart de ces candidats à l'exil fuirent vers les États-Unis. 
De la création de l’État d’Israël en 1948 jusqu’à la révolution de 1979, près de 67 000 juifs iraniens optèrent pour le nouvel État. 
Au total, près de 250 000 Iraniens émigrèrent durant cette période, notamment vers les émirats du golfe Persique (80 000 en tout), Israël (67 000), les États-Unis (60 000), et l’Allemagne (21 000), et 10 000 vers d’autres destinations.

### Deuxième phase: 1979-1995
Une deuxième phase de l'émigration eut lieu après la Révolution iranienne. Des éléments socialistes et libéraux furent les premiers à partir, suivis par de jeunes hommes désertant le service militaire et la guerre Iran-Irak, ainsi que des jeunes femmes et des familles échappant aux restrictions excessives. Au sein des familles laïques et libérales, le fait d’avoir une fille dans sa famille dans l'ère post-révolutionnaire était un facteur décisif pour partir, en raison de l’obligation pour les femmes de porter le voile, des possibilités éducatives diminuées, et l'islamisation progressive de la société. Puisque la deuxième vague a inclus un grand nombre de professionnels, d'entrepreneurs, et d'universitaires, elle a accéléré la « fuite des cerveaux » ; un terme employé pour décrire l'émigration des éléments les plus instruits d’un pays, pour trouver de meilleures perspectives dans d’autres pays. Selon le ministère de la Culture et l'Éducation supérieure, avant la Révolution et la fermeture suivante de toutes les universités en 1980, il y avait 16 222 professeurs d’université en Iran. Quand les universités rouvrirent en 1982, leur nombre  était descendu à 9 042. De même, il est estimé qu’un médecin et dentiste sur trois (5 000) quittèrent l’Iran après la révolution. En plus de la réduction de la main-d'œuvre qualifiée, les études estiment que la fuite des capitaux de l'Iran peu avant et juste après la Révolution se situe entre 30 et 40 milliards USD. Beaucoup de membres des premières et deuxièmes vagues d'émigration n'ont pas considéré leur départ comme permanent. En effet, beaucoup ont fermé leurs maisons à clef, emballé quelques valises, et sont partis en vue d’un séjour provisoire, en pensant qu’ils reviendraient une fois le gouvernement révolutionnaire renversé. Cependant, avec le temps, la possibilité d'un retour permanent est devenue de plus en plus improbable.
Au total, plus de 300 000 Iraniens émigrèrent durant cette période, la moitié choisissant les États-Unis (155 000) comme destination, 67 000 l’Allemagne, 38 000 la Suède, 21 000 le Canada et plus de 8 000 l’État d’Israël. Un nombre indéterminé choisit la France, la Belgique, l’Autriche ou encore l’Australie. Beaucoup quittèrent l'Iran clandestinement très souvent via la Turquie ou le Pakistan avant d'obtenir un visa pour un pays occidental.

### Troisième phase: depuis 1995
Une troisième vague d'émigration a eu lieu durant la dernière décennie, approximativement depuis 1995. Cette vague se compose de deux types de populations très distinctes : des individus qualifiés quittant les universités et les instituts de recherche, la suite d’une tendance présente dans les vagues précédentes, et des réfugiés économiques provenant de la classe ouvrière avec des niveaux d’éducation plus bas. À la différence des deux vagues précédentes, cette vague a été provoquée par la crise économique en Iran, la détérioration de la situation des droits de l’homme, la diminution des perspectives professionnelles et la tension durable entre les factions réformistes et conservatrices. Tandis que certains parviennent à quitter le pays par des méthodes illégales, telles que traverser clandestinement la frontière turque, d'autres candidats a l’exil ont adopté des approches moins communes telles que prétendre être homosexuels ou se convertir au christianisme, se sauvant de l'Iran en tant que réfugié, et faisant une demande d'asile en expliquant que l'homosexualité ou la conversion de l'islam sont considérées comme des actes punissables par la peine de mort selon les lois de la République islamique. 
En l'an 2000 seulement, les Iraniens ont soumis 34 343 requêtes d'asile, le taux le plus élevé depuis 1986. Cinquante-cinq pour cent de toutes les requêtes iraniennes d'asile en 2000 ont été soumises dans les pays d'Europe occidentale, dont le Royaume-Uni, l'Allemagne, la Belgique, l'Autriche, et les Pays-Bas. En 2001 seulement, il y eut une augmentation de 300 % du nombre d'Iraniens demandant l'asile au Royaume-Uni et en 2004, les Iraniens étaient la principale nationalité parmi les demandeurs d'asile au Royaume-Uni, totalisant 10 % de toutes les demandes. En outre, en 2004, l'Iran s'est rangé au dixième rang des pays émetteurs de demandeurs d'asile à travers l'Europe. À la fin de l’année 2005, le haut commissaire des Nations unies pour les réfugiés (UNHCR) annonça qu’il y avait 111 684 réfugiés, demandeurs d'asile, personnes intérieurement déplacées et autres en provenance de l’Iran dans le monde. Les pays accueillant les plus grands nombres de réfugiés iraniens étaient l'Allemagne (39 904), les États-Unis (20 541), l'Irak (9 500), le Royaume-Uni (8 044), les Pays-Bas (6 597), et le Canada (6 508). La caractéristique distinctive de cette vague est l’augmentation des demandes d'asile faites en Europe. 
Les observations préliminaires indiquent que ces migrants viennent souvent des provinces en dehors de Téhéran et qu'ils font souvent face à de plus grands obstacles à l'intégration dans leurs sociétés d’accueil, particulièrement par rapport aux succès relatifs de leurs prédécesseurs plus urbains dans ces mêmes pays. Étant donné que les pays de l'Union européenne l'ont rendu plus difficile l’obtention de l’asile, les Iraniens qui ne sont pas identifiés en tant que réfugiés vont souvent vers un autre pays, ou restent illégalement dans le pays, ou retournent en Iran.
Durant cette phase, plus de 300 000 Iraniens ont émigré, dont plus de la moitié vers les États-Unis (170 000), 65 000 vers le Canada, 30 000 vers l’Allemagne, 23 000 vers la Suède, 21 000 vers le Royaume-Uni.

### Statistiques (1950-2005)
Au total, près de 1 million d'Iraniens ont quitté leur pays entre 1950 et 2005. Les États-Unis ont reçu près de 380 000 immigrants, l'Allemagne 120 000, le Canada près de 100 000, Israël 75 000, la Suède 65 000, l'Australie 20 000, la France 20 000. Les autres destinations importantes sont les Pays-Bas, la Norvège, le Danemark, la Belgique, l'Autriche ou le Japon.
Durant cette même période, de nombreux Iraniens ont également émigré vers les émirats du golfe Persique.

## Diaspora iranienne actuelle
En 2007-08, la diaspora iranienne compte entre 2 et 3 millions d’individus, nés en Iran ou hors d’Iran de parents iraniens, principalement en Amérique du Nord, Europe occidentale, Israël, pays du Golfe et Australie. 

### Amérique du Nord

#### États-Unis
La communauté iranienne la plus nombreuse hors d'Iran se trouve aux États-Unis.
Selon le recensement américain de 2000, il y avait 283 225 personnes nées en Iran qui vivaient aux États-Unis, dont 115 000 dans la région métropolitaine de Los Angeles, surnommée « Tehrangeles » ou « Irangeles » ou son quartier iranien « Little Persia », 27 000 dans la région de San Francisco, 22 000 dans la région de New York et 20 000 dans la région de Washington (district de Columbia). La Californie est l'État qui comprend la majorité des immigrés iraniens aux États-Unis, totalisant 56 % du total. L'État de New York suit avec 6 %, le Texas 5,5 %, la Virginie 3,8 % et le Maryland 3,4 %. 
En incluant les personnes nées aux États-Unis et se reconnaissant d'origine iranienne, le nombre total d'Irano-Américains atteignait 338 000 personnes en 2000, mais une étude de la prestigieuse MIT en 2004 a avancé le chiffre de 691 000 individus.
Malgré ces études quantitatives Trita Parsi, président du NIAC (Conseil national irano-américain) affirme en arguant de nombreux défauts dans la technique de sondage de l'US Census de 2000 que cette diaspora dépasserait le million de membres. Aussi il faudra attendre le US Census de 2010 pour avoir plus de précisions sur le sujet.
La diaspora iranienne aux États-Unis présente par ailleurs de nombreuses institutions et sièges politiques représentant à la fois la communauté dans le système politique américain et une force transnationale ayant une influence sur l'Iran.
Le prince héritier Reza Pahlavi, fils ainé du Shah d'Iran habite Washington et souhaite organiser les réseaux de la diaspora afin d'avoir une incidence politique sur la République islamique. Le livre qu'il publia en 2009 à la suite de l'entretien qu'il eut avec Michel Taubmann, "l'Iran: L'heure du choix" est de cette manière explicite sur les objectifs de changement de régime qu'il envisage pour l'Iran.

#### Canada
Selon le recensement canadien de 2006, il y a plus de 121 000 personnes d’origine iranienne, notamment à Toronto (57 000). La communauté montréalaise compterait 16 000 personnes d'origine iranienne. La communauté irano-québécoise, qui compte environ 30 000 personnes (2016), est particulièrement active sur le plan culturel.

### Europe
En Europe, vers 2007-2008, les principales communautés iraniennes sont en Allemagne (environ 150 000), Suède (80 000), au Royaume-Uni (70 000), en France (30 000) ou aux Pays-Bas (20 000). 

### émirats arabes unis
En 2007-08, on retrouve une importante communauté iranienne aux Émirats arabes unis, notamment à Dubaï, avec entre 300 000 et 400 000 personnes. 
Les autres pays du golfe Persique comptent également d’importantes communautés iraniennes : Koweït (15000),  Qatar (20000).

### Autres
En Israël, il y a en 2007 environ 135 000 personnes d’origine iranienne (48 000 nées en Iran et 87 000 nées en Israël), tous d'origine juive.
En Australie, on compte en 2001 près de 20 000 individus d'origine iranienne.
Il y a également des Iraniens en Turquie (13 000 en 2001), au Japon et aux Philippines (7 000 en 2000) .

### Sur la diaspora iranienne actuelle
- Une étude du MIT a montré que le revenu d'un Iranien est de 45 % supérieur à celui d'un Américain moyen[réf. nécessaire].
- Elle a aussi montré que les Iraniens représentent l'ethnie qui fait le plus d'études aux États-Unis avec 30 % possédant une maîtrise, ce qui en fait l'ethnie avec le plus grand pourcentage ayant un master.
- La Small Business Administration (SBA) affirme que les immigrés iraniens aux États-Unis se classaient dans les 20 premiers groupes d’immigrants en termes de propriété de sociétés, et contribuaient de manière significative à l’économie américaine. Selon ce rapport, il y a 33 570 immigrés iraniens qui sont propriétaires de sociétés aux États-Unis, ce qui représente 21,5 % de la population active immigrée d’Iran. Cette étude a également conclu que les revenus générés par des sociétés détenues par des Iraniens ont totalisé 2,5 milliards de dollars américains[16].
- Un Irano-Américain sur trois a un revenu annuel supérieur à 100 000 USD, comparé à la moyenne nationale de 1 Américain sur 5[17].
- Selon une autre étude effectuée par le MIT, les scientifiques et ingénieurs iraniens possèdent ou contrôlent des actifs de près de 880 milliards USD[18].

## Iraniens renommés de la diaspora
- Pierre Omidyar, fondateur, PDG de eBay
- Omid Kordestani, vice-président de Google
- Hamid Dabashi, Professeur de littérature comparée et d'études iraniennes à l'Université Columbia.
- Andre Agassi, ancien joueur de tennis et numéro 1 mondial. Son père Mike, ancien boxeur, est né en Iran au sein de la communauté arménienne et a immigré aux États-Unis dans les années 1950.
- Jimmy Delshad, maire de Beverly Hills
- Yishmael Movassaghian, écrivain politique, est né en Iran au sein de la communauté arménienne, Europe.
- Taher Movassaghian, (1944-1987), chimiste, intellectuel iranien et ancien champion d'Iran de lutte, Il est le fils de l'écrivain Yishmael Movassaghian. France.
- Marjane Satrapi, créatrice de bande dessinée, France.
- Anousheh Ansari, première femme touriste de l'espace, États-Unis.
- Abolhassan Bani Sadr, premier président de la république islamique d'Iran, réfugié en France depuis 1981.
- Reza Pahlavi, fils du dernier shah d'Iran, États-Unis.
- Farah Pahlavi, ancienne Shahbanou (épouse du Shah), France - États-Unis.
- Gholam-Reza Pahlavi, France
- Ashraf Pahlavi, France
- Shermine Shahrivar, mannequin, élue miss Germany et Miss Europe en 2005, Allemagne.
- Aravane Rezaï, joueuse de tennis, France.
- Mahyar Monshipour, champion de France, d'Europe, et du monde de boxe, France.
- Moshe Katsav, ancien président de la république d'Israël, Israël.
- Shaul Mofaz, actuel ministre des transports d'Israël, ancien ministre de la Défense et chef d'état-major de Tsahal.
- Mansour Bahrami, joueur de tennis, France
- Reza Deghati, photographe, grand reporter, chevalier de l'ordre national du Mérite France